# Furacão Hernan (2008)
O furacão Hernan é o mais intenso ciclone tropical da temporada de furacões no Pacífico de 2008. Sendo o nono ciclone tropical, o oitavo sistema tropical dotado de nome, o quinto furacão e o primeiro furacão "maior" da temporada de furacões no Pacífico de 2008, Hernan formou-se de uma área de distúrbios meteorológicos a algumas centenas de quilômetros da costa pacífica do México. Seguindo para oeste-noroeste praticamente todo o seu período de existência, Hernan se intensificou gradualmente, se fortalecendo para um furacão dois dias depois. No entanto, Hernan se intensificou rapidamente em 9 de Agosto, se tornando o primeiro furacão "maior da temporada quando atingiu o pico de intensidade com ventos de 195 km/h. O furacão logo encontrou condições meteorológicas mais hostis e começou a se enfraquecer gradualmente, deixando de ser considerado um ciclone tropical em 13 de Agosto e dissipando-se completamente dois dias mais tarde.
Como Hernan esteve distante da costa durante todo o seu ciclo de vida, nenhum preparativo foi tomado e nenhum impacto foi relatado como consequência da passagem do ciclone.

## História meteorológica

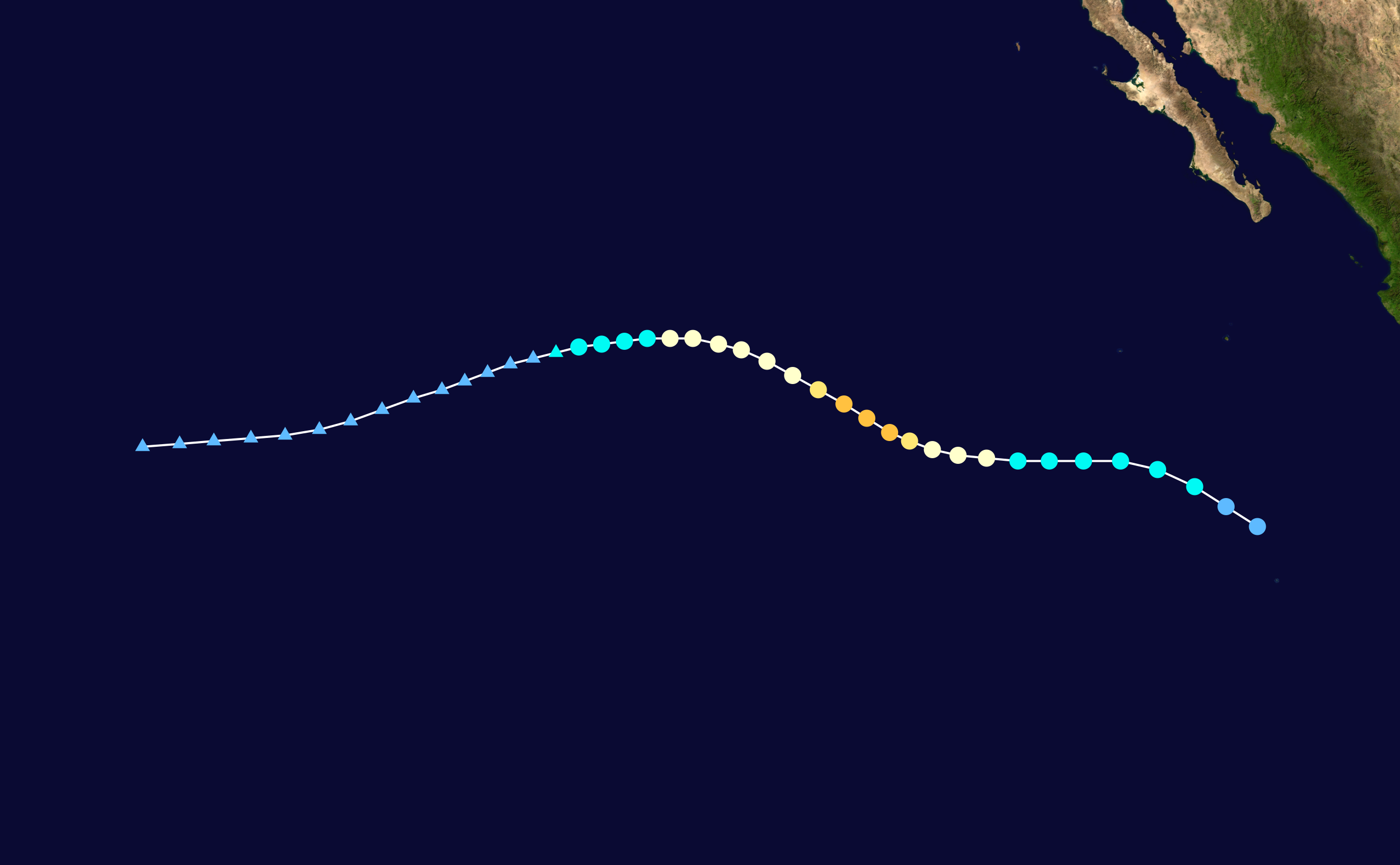
O caminho de Hernan

Um sistema de baixa pressão começou a se organizar continuamente em 6 de Agosto, apresentando novas áreas de convecção atmosférica e uma circulação ciclônica de baixos níveis bem definida. Com isso, o Centro Nacional de Furacões (NHC) classificou o sistema como a depressão tropical Nove-E ainda durante aquele dia. Mesmo sob cisalhamento do vento do leste-nordeste moderado, que deixava o centro da circulação ciclônica de baixos níveis a nordeste das principais áreas de convecção, o sistema continuou a se organizar, tornando-se a tempestade tropical Hernan ainda em 6 de Agosto, a cerca de um milhar de quilômetros a sul-sudoeste do extremo sul da península da Baixa Califórnia. A partir de então, Hernan começou a se intensificar gradualmente, com o seu padrão de nuvens ficando mais bem organizado com o passar do tempo, mesmo sob o efeito do cisalhamento do vento do nordeste. Também devido ao cisalhamento do vento, Hernan não pôde se intensificar rapidamente, já que sua estrutura vertical era afetada. No entanto, uma estrutura semelhante a um olho começou a se formar nos níveis médios do ciclone a partir de 7 de Agosto. No começo da madrugada de 8 de Agosto, a tendência de intensificação gradual de Hernan foi interrompida brevemente devido aos efeitos do cisalhamento do vento, no entanto, horas mais tarde, Hernan reiniciou a sua tendência de intensificação e se tornou o quinto furacão da temporada de furacões no Pacífico de 2008 após a formação de intensas áreas de convecção profunda e de um bem estabelecida nebulosidade central densa ainda durante 8 de Agosto. Ao mesmo tempo, um olho definitivo, embora irregular, começou a se formar no centro das principais áreas de convecção, que se tornou circular e regular, embora cheia de nuvens e com um diâmetro de 25 milhas náuticas, mais tarde naquele dia.

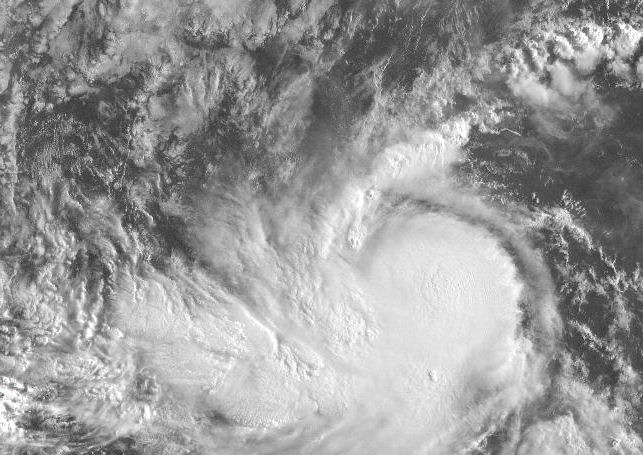
Hernan em 7 de Agosto

Hernan continuou a se intensificar gradualmente durante a madrugada (UTC) de 9 de Agosto, no entanto, mais tarde naquele dia, Hernan começou a se intensificar rapidamente, alcançando seu pico de intensidade com ventos máximos sustentados de 195 km/h e, portanto, se tornando o primeiro furacão "maior da temporada de 2008. Com um olho muito bem definido e uma sólida parede do olho com profundas áreas de convecção, Hernan manteve esta intensidade por cerca de seis horas antes de começar a se enfraquecer por passar sobre águas mais frias. Hernan continuou a se enfraquecer lentamente assim que seguia sobre águas mais frias. Além disso, a tendência de enfraquecimento foi intensificada com um ciclo de reposição da parede do olho em 10 de Agosto. Assim que Hernan perdeu seu olho e sua circulação ciclônica de baixos e médios níveis começou a se separar da circulação de altos níveis, o Centro Nacional de Furacões (NHC) desclassificou o sistema para uma tempestade tropical.
Hernan continuou a perder gradativamente suas áreas de convecção profunda com o passar do tempo. O sistema ficou praticamente ausente de áreas de convecção profunda na tarde de 12 de Agosto. Com isso, mais tarde naquele dia, o NHC desclassificou Hernan para uma depressão tropical e emitiu seu aviso final sobre o sistema assim que o sistema se degenerava para uma área de baixa pressão remanescente. A área de baixa pressão remanescente de Hernan continuou a seguir para oeste até se degenerar um cavado aberto em 14 de Agosto enquanto adentrava a bacia do Pacífico centro-norte.

## Preparativos e impactos
Como Hernan manteve-se distante de qualquer região de costa, não causou qualquer tipo de preparativo ou impacto. Nenhum navio ou estação meteorológica registrou diretamente a passagem do sistema.